# Camassia
Camassia is een geslacht uit de aspergefamilie. De meeste soorten komen voor in het westen van Noord-Amerika; één soort (Camassia scilloides) komt voor aan de oostkust van dat continent.

## Soorten
- Camassia angusta
- Camassia cusickii
- Camassia howellii
- Camassia leichtlinii
- Camassia quamash
- Camassia scilloides